# ニック・カレイテス
ニック・カレイテス（Nick Calathes）ことニコラス・ウィリアム・カレイテス（英語: Nicholas William Calathes、ギリシア語: Νίκος ΚαλάθηςまたはNikos Kaláthis、1989年2月7日 - ）は、日本語でニコス・カレイテスとも呼ばれ、ギリシャのプロバスケットボール選手。フロリダ州セミノール郡カッセルベリー出身。ポジションはポイントガード。198cm、97kg。

## 来歴
フロリダ大学卒業後、2009年よりA1エスニキの名門パナシナイコスBCでプレーした。
2009年のNBAドラフトでミネソタ・ティンバーウルブズの指名を受ける。
2012年、ロシアのユナイテッド・リーグ、ロコモティフ・クバンに移籍。
2013年7月22日、NBAのメンフィス・グリズリーズと契約した。
2013-14シーズンのプレーオフ開幕直前に、NBAが定める薬物規定に違反したとして、20試合の出場停止処分を受けた。
2015年7月15日、パナシナイコスBCと3年契約を結び、復帰した。
2024年6月18日、ユーロリーグとLNBプロAに所属するASモナコ・バスケットへ2年契約で加入すると発表された。背番号は33を選んだが、理由についてラリー・バードが好きであるからと語っている。

## ギリシャ代表
フロリダ州生まれのギリシャ系アメリカ人であったが、2008年にギリシャ国籍を取得した。
バスケットボールギリシャ代表としてもプレーしている。